# LOVERS〜Tiara Collaborations Album〜
『LOVERS〜Tiara Collaborations Album〜』（ラヴァーズ ティアラコラボレーションズアルバム）は、日本の歌手・Tiaraのコラボレーション・アルバム。2011年9月7日に発売された。

## 解説
デビューから2年間のコラボレーション曲と、新曲、客演曲を収録した自身初のコンセプトアルバム。

## 参加アーティスト
スポンテニア・WISE・SEAMO・So'Fly・KEN THE 390・KG・光永亮太・エイジアエンジニア・K.J.

## 収録曲
1. さよならをキミに...feat.Spontania
2. 時をとめてfeat.WISE
3. キミがおしえてくれた事feat.SEAMO
4. もう誰にもとられたくない feat.So'Fly
5. ありがとう。愛してた人 feat. Spontania
6. やさしい気持ち〜言えないまま〜 feat. KEN THE 390
7. Love is… with KG
8. Sweet Love with 光永亮太
9. Re:逢いたい feat. Tiara / エイジア エンジニア
10. いとしすぎて duet with Tiara / KG
11. Slow Down feat. Tiara / SEAMO
12. 君がいた冬 with Tiara / K.J